# MySims SkyHeroes
 (octobre 2019).
Si vous disposez d'ouvrages ou d'articles de référence ou si vous connaissez des sites web de qualité traitant du thème abordé ici, merci de compléter l'article en donnant les références utiles à sa vérifiabilité et en les liant à la section « Notes et références ».
MySims SkyHeroes est un jeu vidéo d'action et de course se déroulent à bord d'avions ce dernier sort le 28 septembre 2010 et est développé par Electronic Arts et édité par Electronic Arts sur Nintendo DS, Wii, PlayStation 3 et Xbox 360.

## Système de jeu
Le jeu se déroule à bord d'avion, 3 modes de jeux sont proposés au joueur, aventure, bataille et course, le mode aventure consiste à suivre l'histoire d'un groupe de "MySims" - nom des personnages présent dans le jeu - et réunissant les modes course et bataille, en effet, suivant la mission jouée par le joueur, le mode diffère et celui-ci peut aussi bien jouer le mode course que bataille.
Comme son nom l'indique, le mode course est une simple, il s'agit d'une simple course, différent circuit son proposé lors de ces dernières, le but est de se rendre à la 3ème place minimum afin de la remporter et pouvoir avancer dans l'histoire si la course est joué dans le mode aventure, dans le cas contraire, vous n'obtenez absolument rien, afin de mettre des bâtons dans les roues de vos adversaires, vous pouvez ramasser des objets présents sur le circuit, et les utiliser à la manière de Mario Kart.
Le mode bataille se déroule sur les mêmes terrains que sur le mode course, le but est de détruire les avions adverse afin de se rendre à la 3ème place minimum pour que le jeu considère le joueur comme victorieux, pour se faire, le joueur dispose de mitraillette pour pouvoir tirer sur les avions ennemies, et des objets sont présents sur le terrain afin d'aider le joueur.

## Développement
Le jeu devait à l'origine s'appeler MySims Agents 2[réf. nécessaire], mais a été changé en MySims SkyHeroes. Cette modification est due au fait que l'audience du premier opus de MySims Agents 2009 était déjà très basse[réf. nécessaire].